# 福岡県道50号八幡戸畑線
福岡県道50号八幡戸畑線（ふくおかけんどう50ごう やはたとばたせん）は、福岡県北九州市八幡東区から北九州市戸畑区に至る県道（主要地方道）である。

## 概要
北九州市八幡東区前田3丁目から北九州市戸畑区幸町に至る。
八幡駅前を通り国道3号に並走した後、高炉台公園の脇を通り、山王・枝光を経由し戸畑駅前に出る、黒崎・戸畑間の主要道路である。旧スペースワールド前の市道に比べ、枝光本町周辺は交通量が少ない。
かつては全線にわたって道路上を西鉄北九州線の路面電車が走っていたが、1985年（昭和60年）10月20日に中央町交差点 - 幸町交差点間（枝光線）が、1992年（平成4年）10月25日に前田交差点 - 中央町交差点間（北九州本線）が廃止された。

### 路線データ
- 起点：福岡県北九州市八幡東区前田3丁目（前田交差点、国道3号交点）
- 終点：福岡県北九州市戸畑区幸町（幸町交差点、国道199号旧道交点）
- 総延長：6.9 km

## 歴史
- 1993年（平成5年）5月11日 - 建設省から、県道八幡戸畑線が八幡戸畑線として主要地方道に指定される[1]。

## 路線状況

### 道路施設

#### 橋梁
- おうま橋（天籟寺川、北九州市戸畑区）

## 地理

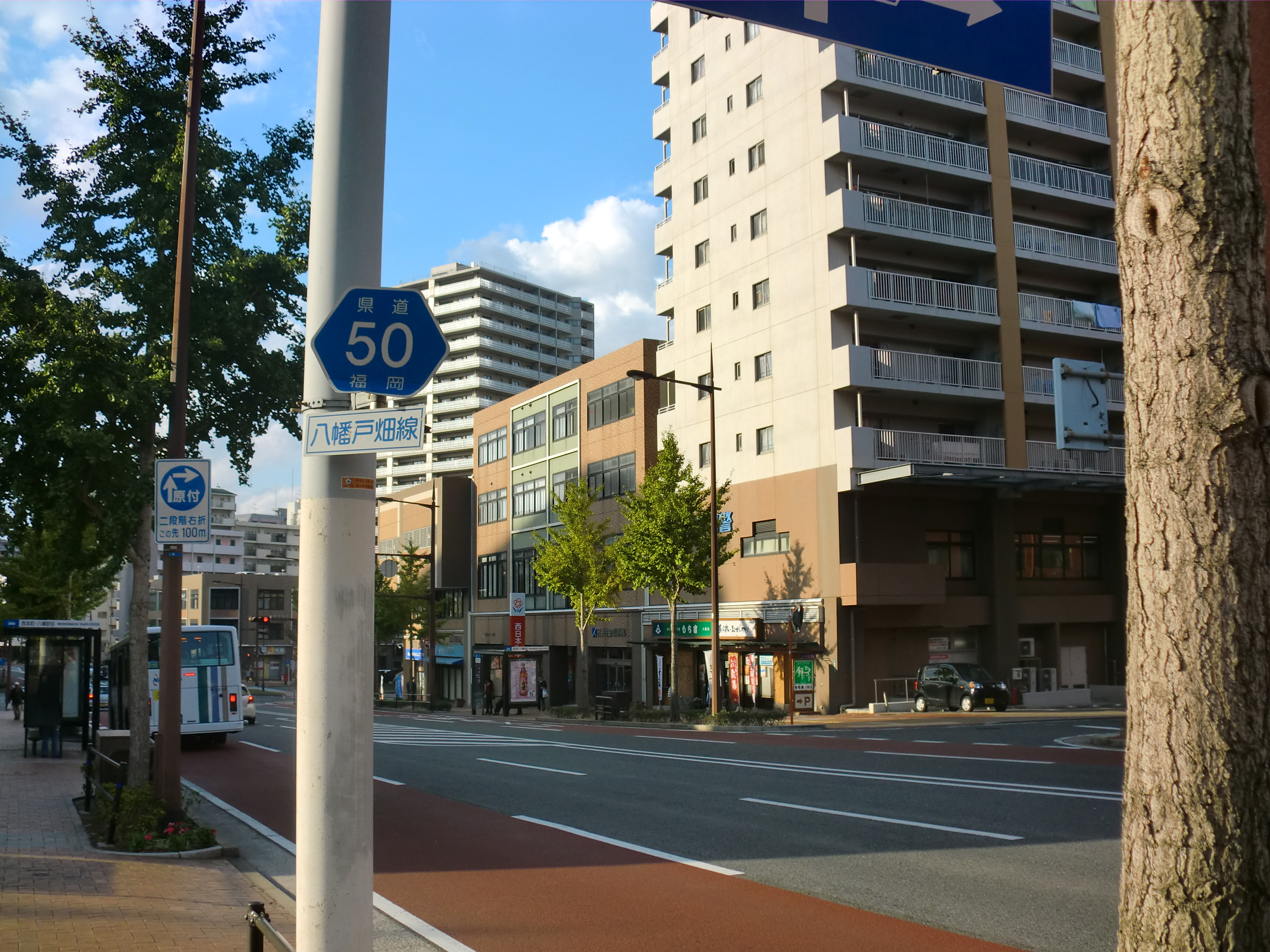
北九州市八幡東区尾倉・西本町付近

八幡東区から戸畑区のJR九州鹿児島本線に沿って伸びる都市内の道路で、中央町交差点と戸畑バイパス下交差点、および枝光交差点の3か所で経路が折れる。若松港となっている洞海湾沿いの平地と丘陵地に道路があり、背後に皿倉山が迫る土地柄で、特に枝光 - 戸畑間の丘陵越えでは高低差50 mほどの起伏がある。

### 通過する自治体
- 北九州市（八幡東区 - 戸畑区）

### 交差する道路
| 交差する道路              | 市町村名 | 市町村名 | 交差する場所 | 交差する場所         |
| ------------------------- | -------- | -------- | ------------ | -------------------- |
| 国道3号                   | 北九州市 | 八幡東区 | 前田3丁目    | 前田交差点 / 起点    |
| 福岡県道216号八幡停車場線 | 北九州市 | 八幡東区 | 西本町2丁目  | 八幡駅前交差点       |
| 福岡県道62号北九州小竹線  | 北九州市 | 八幡東区 | 中央1丁目    | 中央町交差点         |
| 国道3号 / 戸畑バイパス    | 北九州市 | 八幡東区 | 中央2丁目    | 戸畑バイパス下交差点 |
| 福岡県道271号下到津戸畑線 | 北九州市 | 戸畑区   | 汐井町       | 汐井町公園横交差点   |
| 国道199号 / 旧道          | 北九州市 | 戸畑区   | 幸町         | 幸町交差点 / 終点    |

### 交差する鉄道
- 鹿児島本線

### 沿線
- JR九州鹿児島本線
  - 八幡駅 - 枝光駅 - 戸畑駅
- 千草ホテル
- 福岡ひびき信用金庫本店
- 北九州八幡東病院
- 福岡県済生会八幡総合病院
- 製鉄記念八幡病院
- 日本郵政八幡郵便局
- 八幡東警察署
- 八幡東区役所
- 高炉台公園
- 北九州市立八幡小学校
- 北九州市立中央中学校
- イオンモール八幡東
- 安田工業八幡工場
- AGC北九州事業所
- 戸畑警察署
- イオン戸畑ショッピングセンター